# Propebela diomedea
Propebela diomedea é uma espécie de gastrópode do gênero Propebela, pertencente a família Mangeliidae.